# DataPlay
Eine DataPlay (auch Dataplay Disc genannt) ist ein 2001 vorgestelltes digitales Speichermedium, das sich nicht durchsetzen konnte.

## Geschichte
Das DataPlay Medium wurde 2001 von Dataplay Inc., einem Unternehmen aus Boulder im Bundesstaat Colorado, auf der Consumer Electronics Show in Las Vegas vorgestellt. Die Disc ist 39,5 mm × 33,5 mm × 3 mm groß und hat eine Speicherkapazität von 250 MB oder 500 MB. Die Datenübertragungsgeschwindigkeit beträgt dabei 1 MB/s. Die Daten werden ähnlich einer CD optisch gespeichert. DataPlay-Medien können nur einmal beschrieben werden und sind biometrisch verschlüsselt. Vor dem Zugriff auf die Daten muss der Schlüssel validiert worden sein. Lieferant der Speichermedien zu DataPlay war imation.
DataPlay wurde von der Musikindustrie für eine Zeit als mögliches Folgeformat zur wiederbespielbaren Audiokassette angesehen, zu den Finanzierungsgebern von Dataplay Inc. gehörten unter anderem Universal Music Group und Trans World Entertainment. In Amerika gelangten vorbespielte Medien und geeignete Abspielgeräte ab August 2002 in kleinen Mengen in den Handel. Ende September 2002 lieferte Universal die ersten dreizehn Titel auf DataPlay an Ladenketten wie Virgin, Tower, Borders. Zu den Titeln gehörten Alben von Pink, Usher und Britney Spears. In Europa war bis Oktober 2002 der Vertrieb nicht aufgenommen worden.
Mitte Oktober 2002 meldete Dataplay Inc. Insolvenz gemäß Chapter 11 an. Als Grund wurde unternehmensseitig eine gescheiterte Folgefinanzierung angegeben. Dataplay beschäftigte zu dem Zeitpunkt 120 Mitarbeiter. Das Unternehmen wurde später von Ritek übernommen.